# Wahlkreis Cologno Monzese (Senato della Repubblica)
Der Wahlkreis Cologno Monzese war von 1993 bis 2005 und ist seit 2017 wieder ein Wahlkreis (italienisch collegio elettorale) für die Wahl des Senats.

## Von 1993 bis 2005

### Wahlkreisgebiet
Der Wahlkreis umfasste 11 Gemeinden: Brugherio, Cernusco sul Naviglio, Cologno Monzese, Pantigliate, Peschiera Borromeo, Pioltello, Rodano, San Donato Milanese, Segrate, Settala und Vimodrone.

### Wahlergebnisse

#### Parlamentswahl 1994
| Kandidaten               | Kandidaten                 | Parteien                     | Stimmen | %    |
| ------------------------ | -------------------------- | ---------------------------- | ------- | ---- |
|                          | Corinto Marchinigewählt    | Polo delle Libertà           | 67.280  | 42,4 |
|                          | Paola Maria Lina Manacorda | Progressisti                 | 45.433  | 28,6 |
|                          | Carlo Vezzoni              | Patto per l’Italia           | 17.762  | 11,2 |
|                          | Franco Generali            | Alleanza Nazionale           | 11.667  | 7,4  |
|                          | Salvatore Giglio           | Lista Pannella – Riformatori | 7.545   | 4,8  |
|                          | Giorgio Steccanella        | Lega Alpina Lumbarda         | 4.142   | 2,6  |
|                          | Angela Daccò               | Partito Pensionati           | 2.835   | 1,8  |
|                          | Ardingo Zieri              | La Lega di Angela Bossi      | 1.291   | 0,8  |
|                          | Domenico Leone             | Partito della Legge Naturale | 778     | 0,5  |
| Gesamt                   | Gesamt                     | Gesamt                       | 158.733 | 100  |
|                          |                            |                              |         |      |
| Ungültige Stimmen        | Ungültige Stimmen          | Ungültige Stimmen            | 6.224   | 3,8  |
| Wähler                   | Wähler                     | Wähler                       | 164.957 | 92,6 |
| Wahlberechtigte          | Wahlberechtigte            | Wahlberechtigte              | 178.171 |      |
|                          |                            |                              |         |      |
| Quelle: Innenministerium |                            |                              |         |      |

#### Parlamentswahl 1996
| Kandidaten               | Kandidaten               | Parteien                                 | Stimmen | %    |
| ------------------------ | ------------------------ | ---------------------------------------- | ------- | ---- |
|                          | Natale Ripamontigewählt  | L’Ulivo                                  | 62.465  | 40,2 |
|                          | Enrico Pianetta          | Polo per le Libertà                      | 60.704  | 39,0 |
|                          | Corinto Marchini         | Lega Nord                                | 21.488  | 13,8 |
|                          | Ilaria Occhini           | Lista Pannella–Sgarbi                    | 3.603   | 2,3  |
|                          | Francesco Giallolombardo | Partito Socialista                       | 2.440   | 1,6  |
|                          | Romano Passera           | Fiamma Tricolore                         | 2.320   | 1,5  |
|                          | Antonino Barcellona      | Lega per l’Autonomia – Alleanza Lombarda | 1.345   | 0,9  |
|                          | Giuseppina Giannuzzi     | Federazione Liste Civiche Italiane       | 1.209   | 0,8  |
| Gesamt                   | Gesamt                   | Gesamt                                   | 155.574 | 100  |
|                          |                          |                                          |         |      |
| Ungültige Stimmen        | Ungültige Stimmen        | Ungültige Stimmen                        | 8.561   | 5,2  |
| Wähler                   | Wähler                   | Wähler                                   | 164.135 | 90,1 |
| Wahlberechtigte          | Wahlberechtigte          | Wahlberechtigte                          | 182.195 |      |
|                          |                          |                                          |         |      |
| Quelle: Innenministerium |                          |                                          |         |      |

## Von 2017 bis 2020

### Wahlkreisgebiet
Der Wahlkreis umfasste 48 Gemeinden: 32 Gemeinden der Metropolitanstadt Mailand (Basiano, Bellinzago Lombardo, Bussero, Cambiago, Carugate, Cassano d’Adda, Cassina de’ Pecchi, Cernusco sul Naviglio, Cologno Monzese, Gessate, Gorgonzola, Grezzago, Inzago, Liscate, Masate, Melzo, Pantigliate, Peschiera Borromeo, Pessano con Bornago, Pioltello, Pozzo d’Adda, Pozzuolo Martesana, Rodano, San Donato Milanese, Segrate, Settala, Trezzano Rosa, Trezzo sull’Adda, Truccazzano, Vaprio d’Adda, Vignate und Vimodrone) und 16 Gemeinden der Provinz Monza und Brianza (Agrate Brianza, Aicurzio, Bellusco, Bernareggio, Brugherio, Burago di Molgora, Busnago, Caponago, Carnate, Cavenago di Brianza, Cornate d’Adda, Mezzago, Ornago, Roncello, Ronco Briantino und Sulbiate).

### Wahlergebnisse

#### Parlamentswahl 2018
| Kandidaten               | Kandidaten                        | Stimmen | %    | Listen                                      | Stimmen | %    |
| ------------------------ | --------------------------------- | ------- | ---- | ------------------------------------------- | ------- | ---- |
|                          | Emanuele Pellegrinigewählt        | 126.034 | 41,2 | Lega                                        | 70.520  | 23,0 |
| Forza Italia             | Emanuele Pellegrinigewählt        | 126.034 | 41,2 | 39.589                                      | 12,9    |      |
| Fratelli d’Italia        | Emanuele Pellegrinigewählt        | 126.034 | 41,2 | 12.611                                      | 4,1     |      |
| Noi con l’Italia – UDC   | Emanuele Pellegrinigewählt        | 126.034 | 41,2 | 3.314                                       | 1,1     |      |
|                          | Simona Malpezzi                   | 84.903  | 27,7 | Partito Democratico                         | 72.292  | 23,6 |
| +Europa                  | Simona Malpezzi                   | 84.903  | 27,7 | 9.500                                       | 3,1     |      |
| Italia Europa Insieme    | Simona Malpezzi                   | 84.903  | 27,7 | 1.742                                       | 0,6     |      |
| Civica Popolare          | Simona Malpezzi                   | 84.903  | 27,7 | 1.369                                       | 0,4     |      |
|                          | Carla Maria Bonacina              | 76.671  | 25,1 | Movimento 5 Stelle                          | 76.671  | 25,1 |
|                          | Luigi Greco                       | 9.876   | 3,2  | Liberi e Uguali                             | 9.876   | 3,2  |
|                          | Osvaldo Colombo                   | 3.183   | 1,0  | Potere al Popolo!                           | 3.183   | 1,0  |
|                          | Laura Gabriella Carcano           | 2.732   | 0,9  | CasaPound Italia                            | 2.732   | 0,9  |
|                          | Massimo Giovanni Lodovico Vignati | 1.643   | 0,5  | Il Popolo della Famiglia                    | 1.643   | 0,5  |
|                          | Enrico Baroni                     | 713     | 0,2  | Per una Sinistra Rivoluzionaria (SCR – PCL) | 713     | 0,2  |
|                          | Carmelo Runci                     | 276     | 0,1  | Partito Repubblicano Italiano – ALA         | 276     | 0,1  |
| Gesamt                   | Gesamt                            | 306.031 | 100  |                                             | 306.031 | 100  |
|                          |                                   |         |      |                                             |         |      |
| Ungültige Stimmen        | Ungültige Stimmen                 | 7.685   | 2,4  |                                             |         |      |
| Wähler                   | Wähler                            | 313.716 | 77,8 |                                             |         |      |
| Wahlberechtigte          | Wahlberechtigte                   | 403.149 |      |                                             |         |      |
|                          |                                   |         |      |                                             |         |      |
| Quelle: Innenministerium |                                   |         |      |                                             |         |      |

## Seit 2020
| Wahlkreise – Senato della Repubblica – Lombardei | Wahlkreise – Senato della Repubblica – Lombardei | Wahlkreise – Senato della Repubblica – Lombardei |
| Provinz                                          | Provinz                                          | Gemeinden nach Provinzen ⮞ Wahlkreis |
| ------------------------------------------------ | ------------------------------------------------ | --- |
|                                                  | Metropolitanstadt Mailand (133 Gemeinden)        | Teil Mailands ⮞ Wahlkreis Mailand – Buenos Aires – Venezia 44 + Teil Mailands ⮞ Wahlkreis Mailand – Sesto San Giovanni 87 ⮞ Wahlkreis Cologno Monzese 1 ⮞ Wahlkreis Pavia |
|                                                  | Provinz Bergamo (243 Gemeinden)                  | 182 ⮞ Wahlkreis Bergamo 61 ⮞ Wahlkreis Treviglio |
|                                                  | Provinz Brescia (205 Gemeinden)                  | 149 ⮞ Wahlkreis Brescia 56 ⮞ Wahlkreis Treviglio |
|                                                  | Provinz Como (148 Gemeinden)                     | 134 ⮞ Wahlkreis Como 14 ⮞ Wahlkreis Varese |
|                                                  | Provinz Cremona (113 Gemeinden)                  | alle ⮞ Wahlkreis Cremona |
|                                                  | Provinz Lecco (84 Gemeinden)                     | alle ⮞ Wahlkreis Como |
|                                                  | Provinz Lodi (60 Gemeinden)                      | alle ⮞ Wahlkreis Pavia |
|                                                  | Provinz Mantua (64 Gemeinden)                    | alle ⮞ Wahlkreis Cremona |
|                                                  | Provinz Monza und Brianza (55 Gemeinden)         | alle ⮞ Wahlkreis Monza |
|                                                  | Provinz Pavia (186 Gemeinden)                    | alle ⮞ Wahlkreis Pavia |
|                                                  | Provinz Sondrio (77 Gemeinden)                   | alle ⮞ Wahlkreis Como |
|                                                  | Provinz Varese (138 Gemeinden)                   | alle ⮞ Wahlkreis Varese |

### Wahlkreisgebiet
Der Wahlkreis umfasst 87 Gemeinden: Abbiategrasso, Albairate, Arluno, Assago, Bareggio, Basiano, Basiglio, Bellinzago Lombardo, Besate, Binasco, Boffalora sopra Ticino, Bubbiano, Buccinasco, Bussero, Calvignasco, Cambiago, Carpiano, Carugate, Casarile, Casorezzo, Cassano d’Adda, Cassina de’ Pecchi, Cassinetta di Lugagnano, Cernusco sul Naviglio, Cerro al Lambro, Cesano Boscone, Cisliano, Cologno Monzese, Colturano, Corbetta, Corsico, Cusago, Dresano, Gaggiano, Gessate, Gorgonzola, Grezzago, Gudo Visconti, Inzago, Lacchiarella, Liscate, Locate di Triulzi, Magenta, Marcallo con Casone, Masate, Mediglia, Melegnano, Melzo, Mesero, Morimondo, Motta Visconti, Noviglio, Opera, Ossona, Ozzero, Pantigliate, Paullo, Peschiera Borromeo, Pessano con Bornago, Pieve Emanuele, Pioltello, Pozzo d’Adda, Pozzuolo Martesana, Robecco sul Naviglio, Rodano, Rosate, Rozzano, San Donato Milanese, San Giuliano Milanese, San Zenone al Lambro, Santo Stefano Ticino, Sedriano, Segrate, Settala, Trezzano Rosa, Trezzano sul Naviglio, Trezzo sull’Adda, Tribiano, Truccazzano, Vaprio d’Adda, Vermezzo con Zelo, Vernate, Vignate, Vimodrone, Vittuone, Vizzolo Predabissi und Zibido San Giacomo.

### Wahlergebnisse

#### Parlamentswahl 2022
| Kandidaten                          | Kandidaten              | Stimmen | %    | Listen                                                  | Stimmen | %    |
| ----------------------------------- | ----------------------- | ------- | ---- | ------------------------------------------------------- | ------- | ---- |
|                                     | Ignazio La Russagewählt | 239.786 | 46,4 | Fratelli d’Italia                                       | 132.424 | 25,6 |
| Lega per Salvini Premier            | Ignazio La Russagewählt | 239.786 | 46,4 | 60.285                                                  | 11,7    |      |
| Forza Italia                        | Ignazio La Russagewählt | 239.786 | 46,4 | 41.609                                                  | 8,1     |      |
| Noi Moderati                        | Ignazio La Russagewählt | 239.786 | 46,4 | 5.468                                                   | 1,1     |      |
|                                     | Adriana Albini          | 150.208 | 29,1 | Partito Democratico – Italia Democratica e Progressista | 106.301 | 20,6 |
| Alleanza Verdi e Sinistra           | Adriana Albini          | 150.208 | 29,1 | 20.951                                                  | 4,1     |      |
| +Europa                             | Adriana Albini          | 150.208 | 29,1 | 20.745                                                  | 4,0     |      |
| Impegno Civico – Centro Democratico | Adriana Albini          | 150.208 | 29,1 | 2.211                                                   | 0,4     |      |
|                                     | Marco Malinverno        | 50.166  | 9,7  | Azione – Italia Viva                                    | 50.166  | 9,7  |
|                                     | Paola Pizzighini        | 49.880  | 9,7  | Movimento 5 Stelle                                      | 49.880  | 9,7  |
|                                     | Giulia Ghetti           | 9.745   | 1,9  | Italexit per l’Italia                                   | 9.745   | 1,9  |
|                                     | Sara Maria Mastronicola | 6.974   | 1,3  | Unione Popolare                                         | 6.974   | 1,3  |
|                                     | Alda Marini             | 5.854   | 1,1  | Italia Sovrana e Popolare                               | 5.854   | 1,1  |
|                                     | Giuseppe Marzagalli     | 3.560   | 0,7  | Vita                                                    | 3.560   | 0,7  |
|                                     | Samantha Deponti        | 585     | 0,1  | Noi di Centro – Europeisti                              | 585     | 0,1  |
| Gesamt                              | Gesamt                  | 516.758 | 100  |                                                         | 516.758 | 100  |
|                                     |                         |         |      |                                                         |         |      |
| Ungültige Stimmen                   | Ungültige Stimmen       | 18.990  | 3,5  |                                                         |         |      |
| Wähler                              | Wähler                  | 535.748 | 70,2 |                                                         |         |      |
| Wahlberechtigte                     | Wahlberechtigte         | 763.431 |      |                                                         |         |      |
|                                     |                         |         |      |                                                         |         |      |
| Quelle: Innenministerium            |                         |         |      |                                                         |         |      |